# Daniele Mannini
Daniele Mannini (* 25. Oktober 1983 in Pisa) ist ein italienischer Fußballspieler. 

## Karriere
Der Mittelfeldspieler Daniele Mannini ging aus der Jugend der AS Lucchese Libertas hervor. Nachdem er in der Saison 2000/01 erstmals zum Kader der 1. Mannschaft in der Serie C1 gehörte, wechselte er eine Liga tiefer zum FC Esperia Viareggio. In seiner ersten Saison in Viareggio kam er in der Serie C2 nur zu drei Spielen. Nach Viareggios Abstieg in die Serie D wurde Mannini dort zum Stammspieler und konnte 2003 mit seinem Wechsel zu Pisa Calcio wieder in die C1 zurückkehren. In Pisa machte er positiv auf sich aufmerksam und wurde nach nur einer Saison vom damaligen Erstligisten Brescia Calcio verpflichtet. Am 12. September 2004 debütierte er in der Serie A beim Heimspiel gegen Juventus Turin. Trotz seiner 30 Spiele konnte er den Abstieg Brescias in die Serie B nicht verhindern. Dort war er in den vergangenen zwei Spielzeiten Stammspieler. Im Dezember 2007 verweigerte er zuerst eine Dopingkontrolle und erschien dann mit Verspätung. Er wurde dafür für 15 Tage gesperrt. Eine einjährige Sperre vom CONI wurde aber vom Internationalen Sportgerichtshof aufgehoben.
Im Januar 2008 wechselte Daniele Mannini zum Serie-A-Klub SSC Neapel, die sich seine Dienste für eine Ablösesumme von acht Millionen Euro sicherte.